# Марго Гір
Марго Гір (англ. Margo Geer, 17 березня 1992) — американська плавчиня.
Чемпіонка світу з водних видів спорту 2015 року, призерка 2019 року.
Призерка Пантихоокеанського чемпіонату з плавання 2018 року.
Переможниця Панамериканських ігор 2019 року.